# 斯托布纳
斯托布纳（Stobna）是位于波兰北部的一个村庄，受濱海省-格但斯克新莊園縣-格但斯克新庄园乡管轄。该村庄位于距格但斯克新莊園以东约11公里处，距西北方向的省会格但斯克约46公里。